# Иевлев, Сергей Викторович
Сергей Викторович Иевлев (17 июня 1965, Ковдор, Мурманская область — март 2004) — российский политический деятель. Член Совета Федерации Федерального Собрания Российской Федерации от Мурманской области.

## Биография
Образование высшее, закончил Мурманское высшее инженерно-морское училище по специальности инженер-технолог.
Президент ассоциации «Арктик-сервис», г. Мурманск.

### Совет Федерации
В 1993 году в возрасте 28 лет Сергей Иевлев избрался в Совет Федерации и стал самым молодым сенатором в России.
Депутат Совета Федерации Федерального Собрания Российской Федерации первого созыва от Мурманской области с января 1994 по январь 1996, избран 12 декабря 1993 по Мурманскому двухмандатному избирательному округу № 51.